# Rudolf Christians

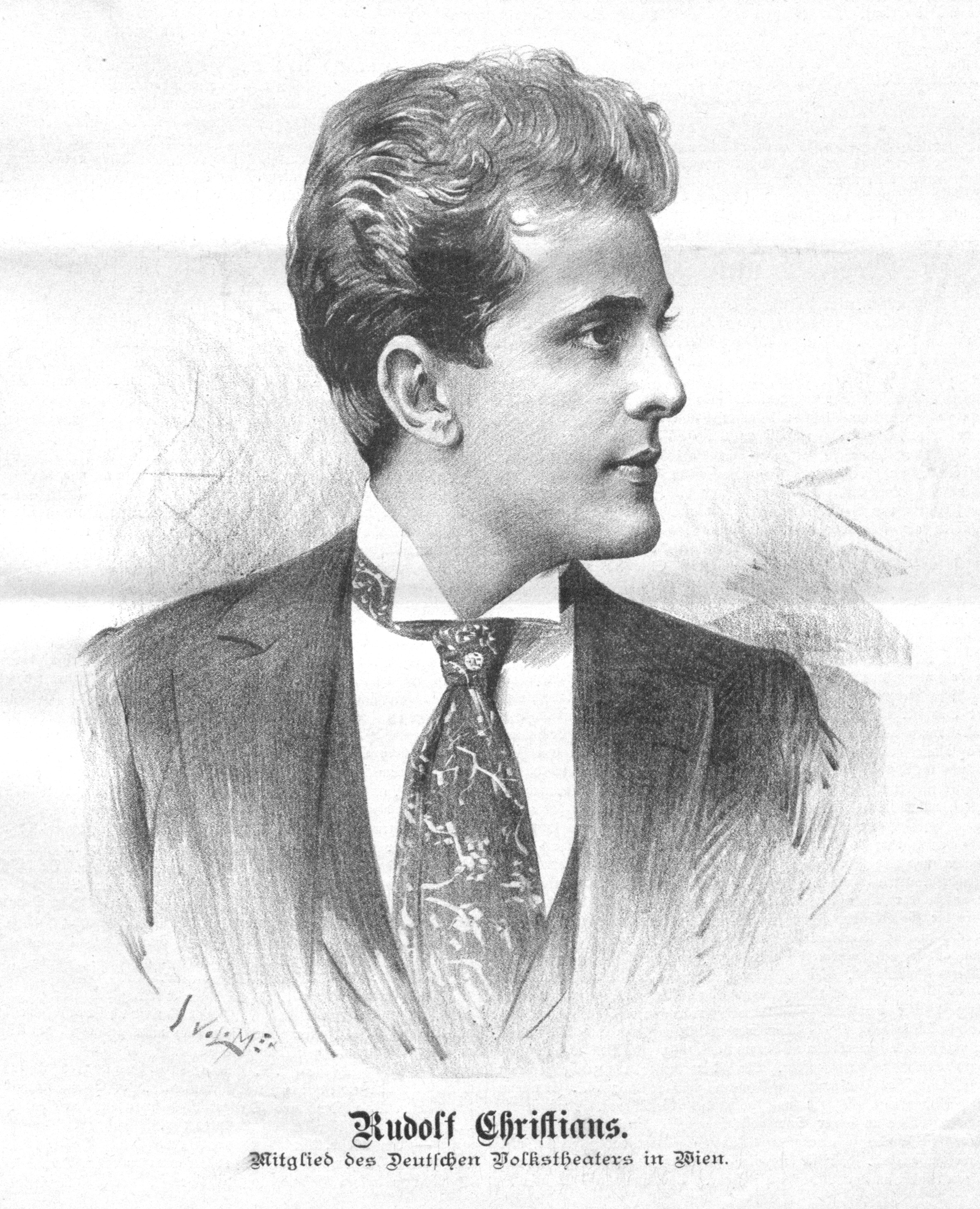
Rudolf Christians (1895).

Rudolf Christians, född den 15 januari 1869 i Middoge, Jeverland, död den 7 februari 1921 i Pasadena, Kalifornien, var en tysk skådespelare. Han var far till skådespelaren Mady Christians.
Christians var 1895–1898 anställd vid Deutsches Volkstheater i Wien, 1896–1906 vid Kungliga teatern i Berlin och ägnade sig från 1911 åt gästspel i USA.
Bland hans roller märks Hamlet, Romeo i Romeo och Julia, samt Egmont och Mefistofeles i Faust.